# Кайгама, Игнатий Аяу
Игнатий Аяу Кайгама (англ. Ignatius Ayau Kaigama; род. 31 июля 1958, Кона, Мухун, Букле-ду-Мухун, Французская Верхняя Вольта) — нигерийский прелат. Епископ Джалинго с 3 февраля 1995 года по 14 апреля 2000. Архиепископ Джоса с 14 апреля 2000 по 13 марта 2019. Апостольский администратор Джоса с 13 марта 2019 по 31 марта 2020. Коадъютор Абуджи с 11 марта по 9 ноября 2019. Архиепископ Абуджи с 9 ноября 2019.

## Биография
6 июня 1981 года Игнатий Аяу Кайгама был рукоположён в священника, после чего служил в различных католических приходах епархии Джалинго.
3 февраля 1995 года Римский папа Иоанн Павел II назначил Игнатия Аяю Кайгаму епископом Джалинго. 23 апреля 1995 года состоялось рукоположение Игнатия Аяи Кайгамы в епископа, которое совершил епископ Йолы Патрик Фрэнсис Шихан в сослужении с епископом Орлу Грегори Обинна Очиаджой и епископом Макурди Афанасием Атулом Усу.
14 апреля 2000 года Игнатий Аяу Кайгама был назначен архиепископом Джоса.
9 ноября 2019 года Игнатий Аяу Кайгама был назначен архиепископом Абуджи.